# Adlocutio
L'adlocutio (plurale adlocutiones; in italiano, allocuzione) era l'usanza di fare un discorso formale alle truppe, tenuto dai consoli repubblicani, dagli imperatori o dai loro generali, sia durante il periodo repubblicano sia quello imperiale. Era solitamente rivolto agli eserciti schierati, per incitarli prima di una battaglia o all'inizio di una campagna militare. Questa cerimonia poteva essere effettuata anche quando un imperatore adottava il suo successore, come avvenne nel caso di Nerva con Traiano.
Esempi di adlocutiones sono raffigurati in varie emissioni monetali, oltreché in vari monumenti, come la colonna di Traiano, la colonna di Marco Aurelio, l'arco di Settimio Severo, l'arco di Costantino e in una delle metope del fregio del Trophaeum Traiani di Adamklissi; la statua equestre di Marco Aurelio, situata nei Musei Capitolini a Roma, rappresenta l'imperatore proprio nell'atto dell'adlocutio.

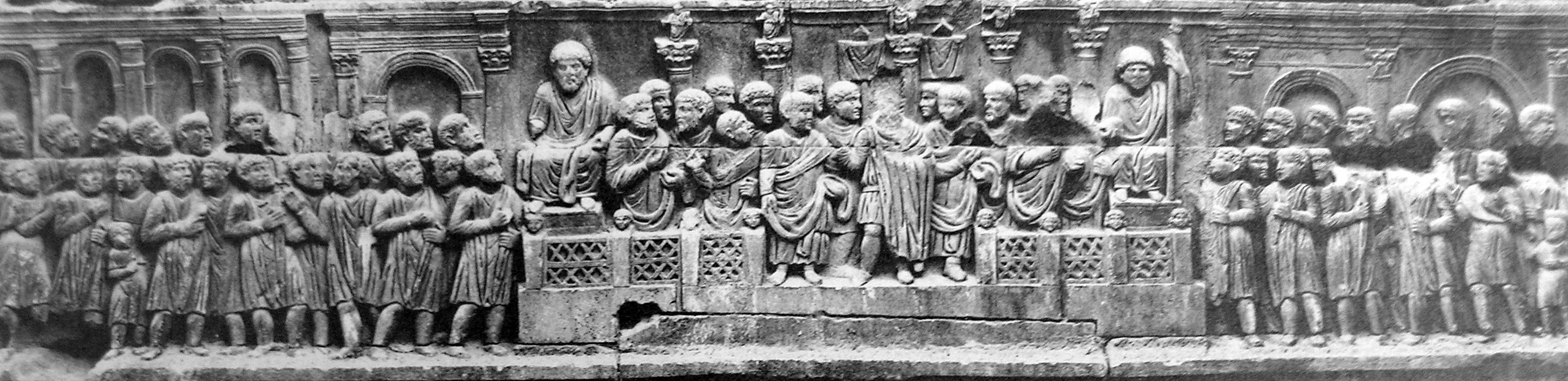
Rilievo dell'arco di Costantino a Roma raffigurante una adlocutio imperiale

## Alcuneadlocutionesfamose

### Epoca repubblicana

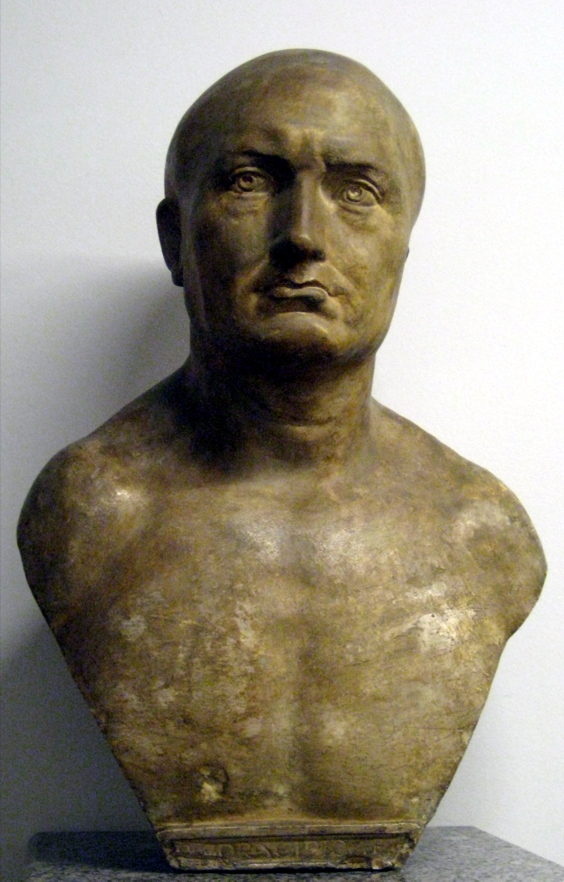
Busto di Publio Cornelio Scipione l'Africano.

202 a.C.Celebre rimane una delle adlocutio più importanti della storia militare romana, quando Publio Cornelio Scipione l'Africano, prima della battaglia di Zama, cominciò a passare in rassegna alle truppe schierate dicendo loro:
(Polibio, Storie, XI, 10, 2-7.)

### Epoca imperiale

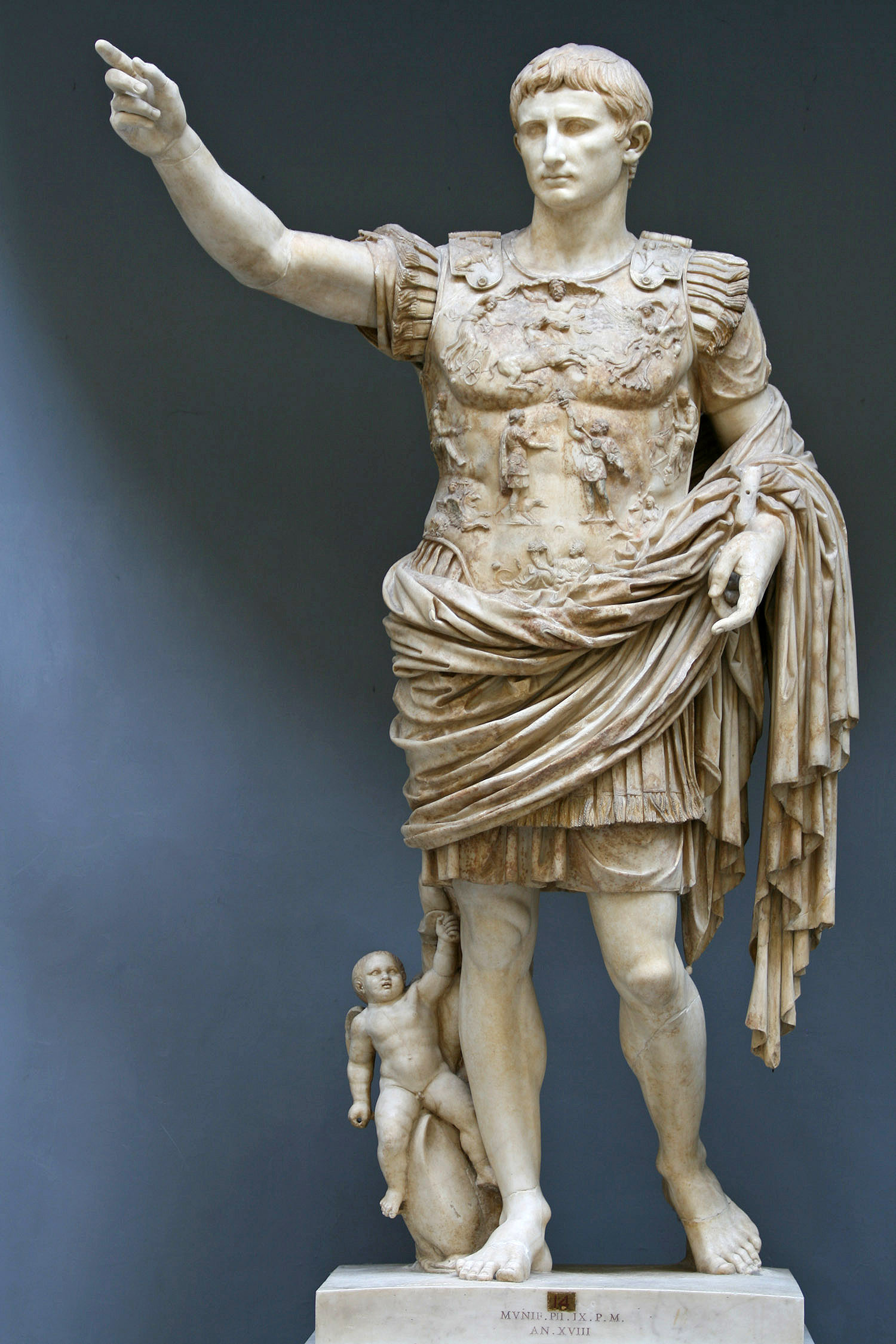
La statua di Augusto loricato.

19-8 a.C.La statua dell'imperatore Augusto è raffigurata in piedi, con il braccio destro alzato e il gesto di attirare l'attenzione: si tratta della posa con cui si richiedeva il silenzio prima dell'adlocutio come incitamento all'esercito prima della battaglia. La datazione vuole la statua scolpita dopo la restituzione delle insegne nel 19 a.C. e al termine delle campagne di "pacificazione" nelle province di Tiberio e mentre Augusto si trovava in Gallia (da ciò l'abito militare). In questo senso la statua verrebbe a essere interpretata come un manifesto in sostegno di Tiberio, del quale si celebrano le imprese sia in oriente coi Parti (al centro vi è infatti la rappresentazione del re Fraate IV dei Parti che restituisce le insegne dei Romani prese ai romani durante la sconfitta di Crasso; il generale romano che le riceve, con ai piedi un cane, è forse Tiberio) che in occidente (ai lati si trovano le personificazioni di due province vinte, la Germania e la Pannonia, dove era intervenuto Tiberio tra il 12 e l'8 a.C.).
67Nel corso della prima guerra giudaica, durante le fasi iniziali dell'assedio di Tarichee, Vespasiano inviò il figlio Tito ad affrontare il grosso dell'esercito giudeo con seicento cavalieri scelti. Il figlio, accortosi che il numero di nemici era di gran lunga superiore alle previsioni, inviò a chiedere rinforzi al padre, mentre egli stesso, intrattenendo le truppe, pronunziò un'adlocutio alle truppe riunite. Questo fu il tenore del suo discorso:

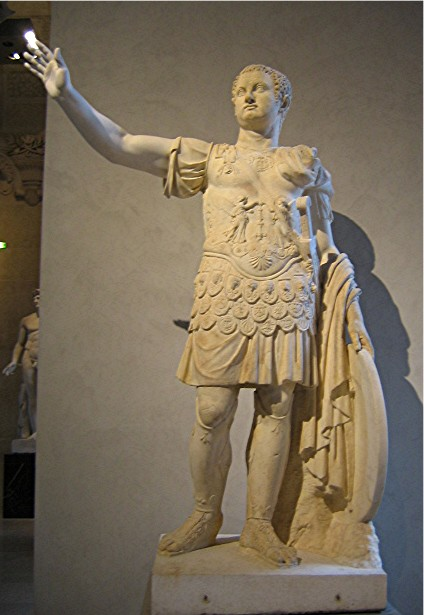
Statua raffigurante l'imperatore Tito durante un'adlocutio.

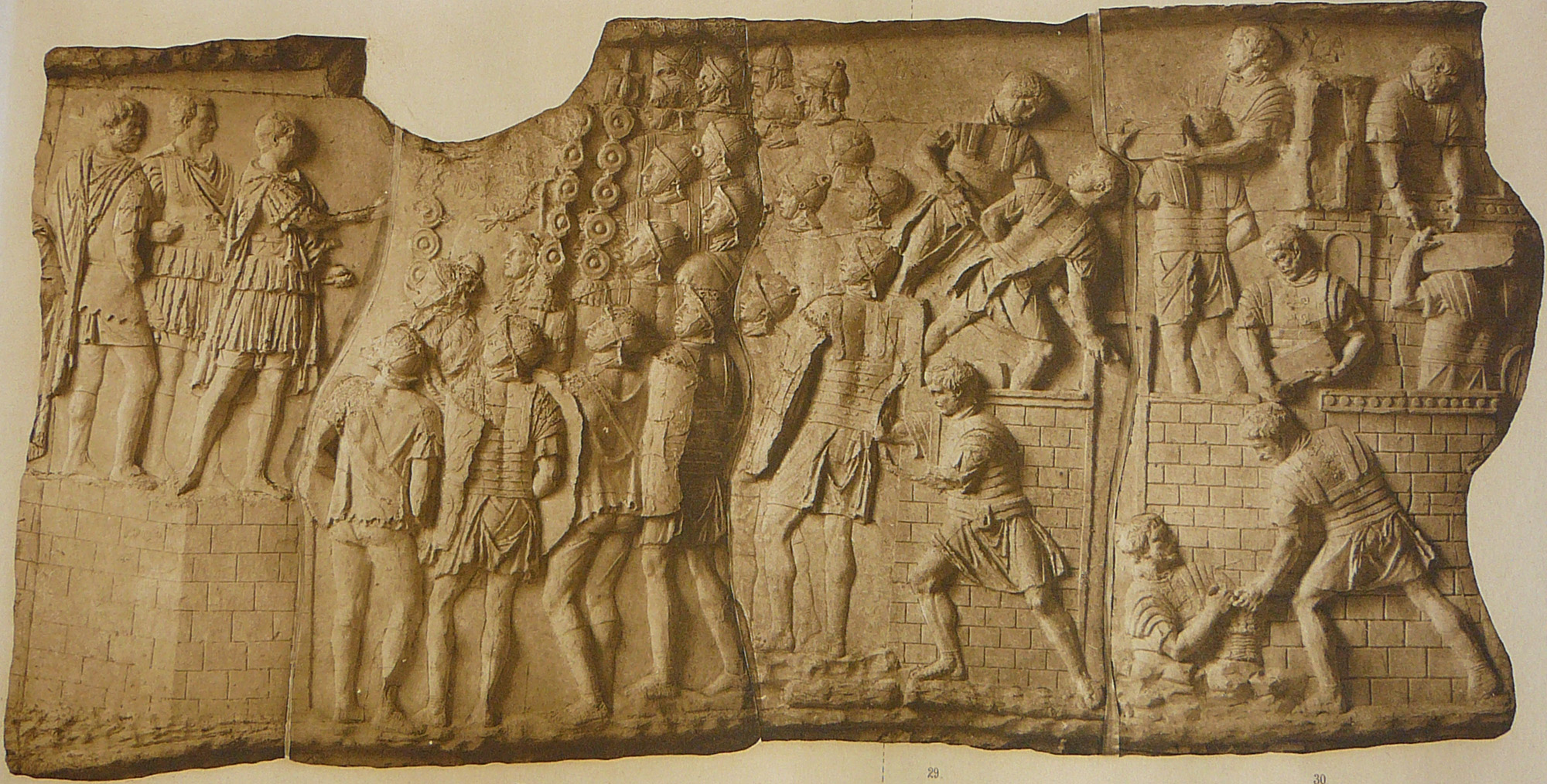
Un'adlocutio dalla colonna di Traiano, scena XI secondo la classificazione di Cichorius.

(Giuseppe Flavio, La guerra giudaica, III, 10.2.473-484.)
101-106Nel corso della conquista della Dacia, l'imperatore Traiano, arringò più volte le truppe (adlocutio) prima di ogni possibile scontro in battaglia contro i Daci di Decebalo, come risulta anche dalla rappresentazione del fregio colchide della omonimo monumento dedicato allo stesso imperatore nel foro di Traiano, eretto nel 113.

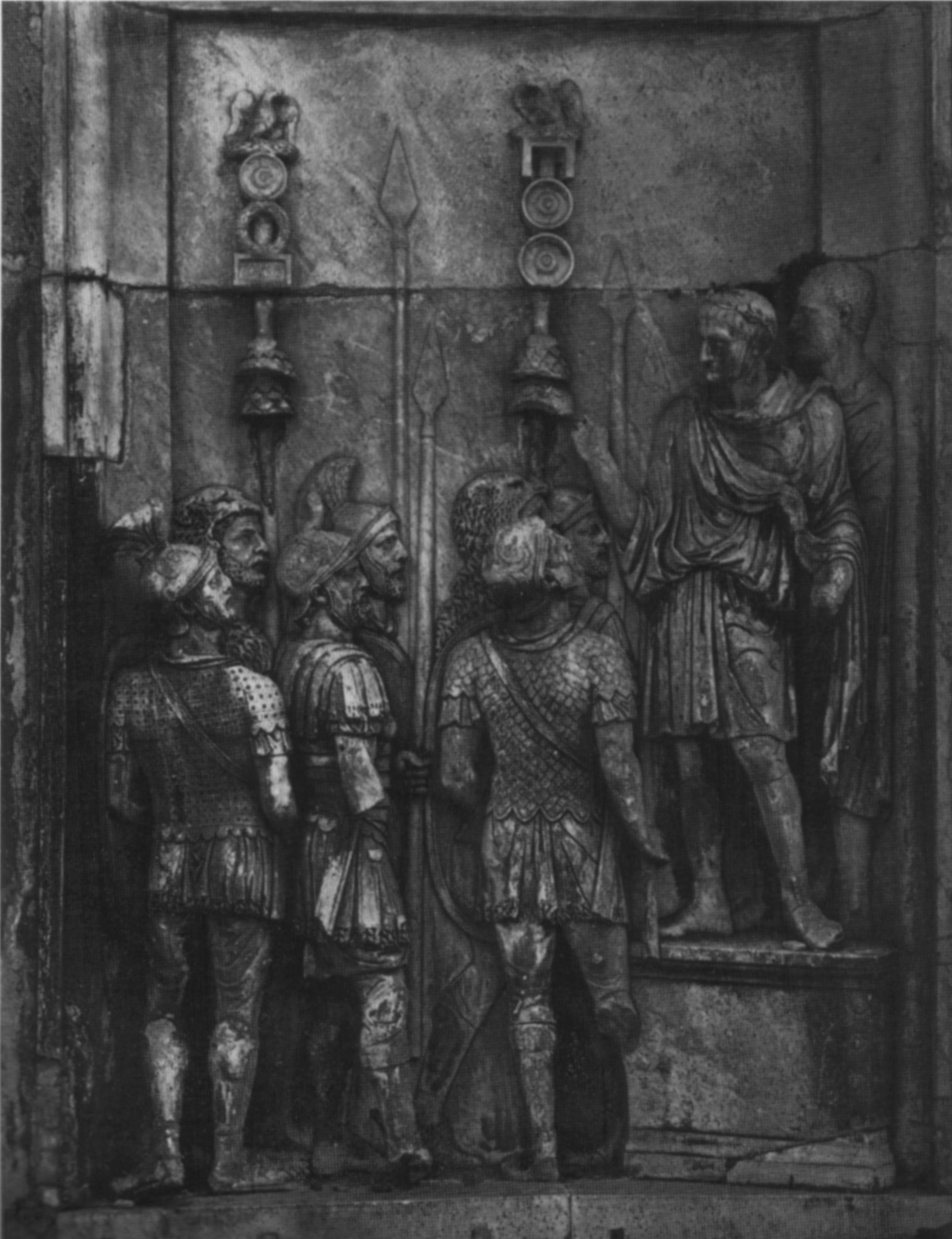
Adlocutio di Marco Aurelio, proveniente dall'arco di Costantino.

170-175Rimane famosa l'adlocutio rappresentata in uno degli otto pannelli dell'arco di Costantino, prelevati da un precedente arco di Marco Aurelio databile al 172-176, e dove la testa di quest'ultimo imperatore era stata sostituita con l'immagine del primo imperatore cristiano. Le teste dell'imperatore sono state rilavorate, come ritratti probabilmente di Costantino e Licinio (oggi le teste sono quelle del restauro del XVIII secolo e raffigurano Traiano, in quanto all'epoca i rilievi erano stati attribuiti all'epoca di questo imperatore).
L'imperatore Marco Aurelio in origine, in tenuta militare (paludamentum) parlava ai soldati dal suggesto, mentre dietro di lui è rappresentato Claudio Pompeiano. La scena si riferisce alle guerre marcomanniche combattute dall'imperatore filosofo contro le popolazioni germano-sarmatiche del fronte danubiano delle due Pannonie, tre Dacie e due Mesie.

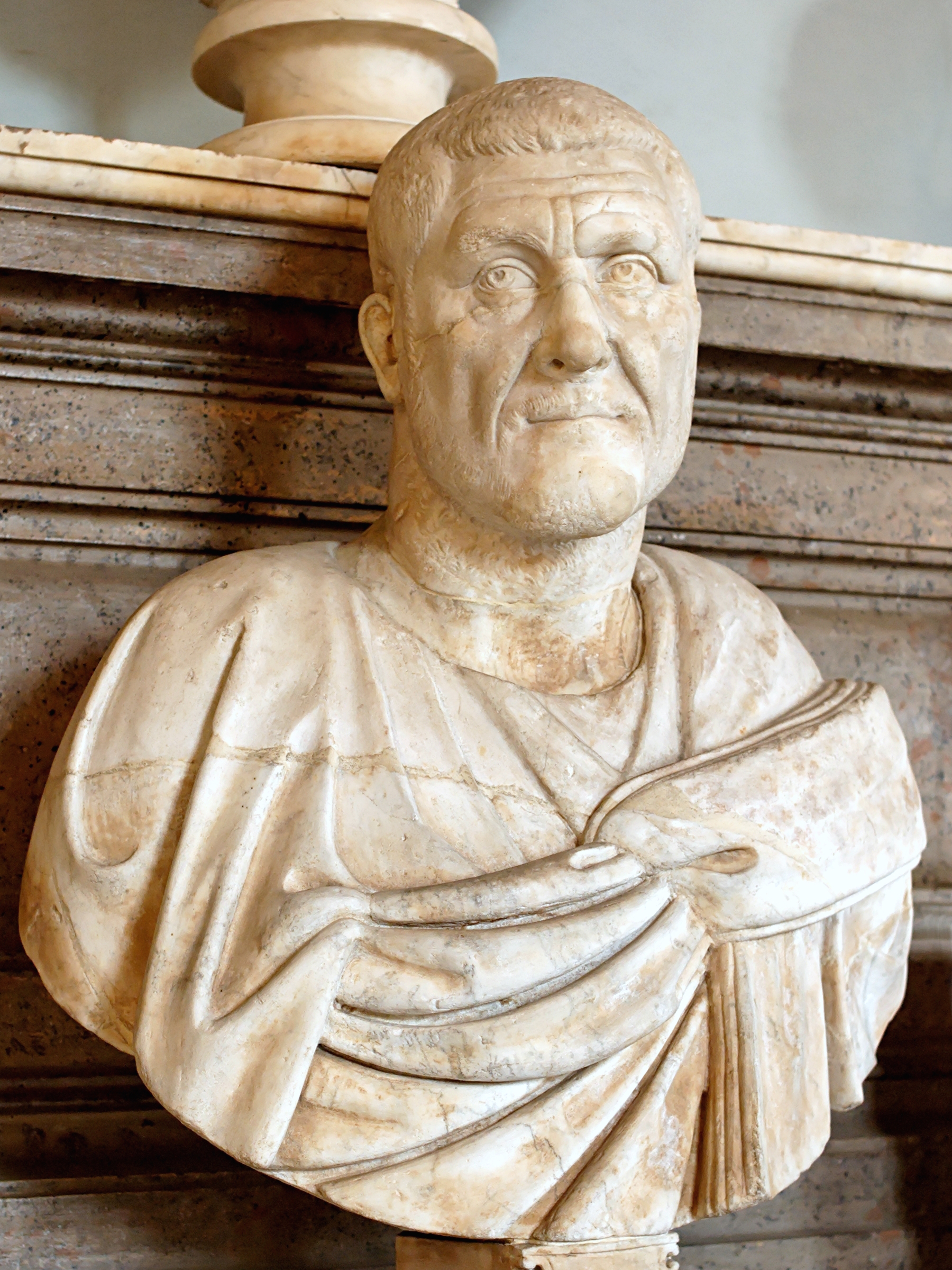
Busto di Massimino Trace, oggi conservato presso i Musei Capitolini (Roma).

238In seguito alla rivolta contro il regime imperiale di Massimino il Trace in Africa, e la conseguente elevazione al trono di Gordiano I, Massimino reagì, convocando l'intera sua armata danubiana (presso Sirmio) prima di marciare sull'Italia, pronunciando il seguente discorso:
(Erodiano, Storia dell'impero dopo Marco Aurelio, VII, 8.4-8.)